# Antoni Bereśniewicz
Antoni Bereśniewicz, ps. Uszyński (ur. 26 stycznia 1916 w Helsinkach, zm. w czerwcu 1942 w Oświęcimiu)  – harcerz, instruktor Szarych Szeregów.

## Życiorys
Był synem kmdr ppor. Mieczysława Bereśniewicza i Larysy z Wuiczów. Ukończył liceum klasyczne w Wejherowie, studiował filozofię na Uniwersytecie Warszawskim, którą ukończył w 1939.
Przedwojenny członek kręgu instruktorskiego „Kuźnica”, był jednym z kierowników zespołów młodzieżowych Stołecznego Komitetu Samopomocy Społecznej. Bliski współpracownik Gustawa Niemca. Pracował jako nauczyciel na tajnych kompletach.
Był jednym z pierwszych redaktorów pisma Szarych Szeregów „Źródło”. Należał do grupy (wraz z Józefem Piątkowskim, Lesławem Wysockim, Marią Straszewską), która 5 grudnia 1940 pod komendą Aleksandra Kamińskiego wykonała pierwszą instruktażową akcję małego sabotażu, polegającą na wybijaniu szyb fotografom wystawiającym w witrynach zdjęcia żołnierzy niemieckich. Aresztowany na terenie SKSS 31 marca 1941 i osadzony na Pawiaku. Wywieziony do Oświęcimia 4 kwietnia 1941, gdzie zginął w czerwcu 1942.